# 薩雅
《薩雅》（ZAIA）之名來自於希臘語，意指「生命」，同時也讓人聯想到「盖娅」（Gaia），也就是生生不息、擁有自我意識的大地之靈。
薩雅的演出強調的是舞蹈、動作與輕靈的特技表演，並藉此飛翔到宇宙的盡頭，探索人性之美。
另外，《ZAiA》（中文譯名：薩雅）也是太陽劇團為澳門威尼斯人渡假村酒店新編的戲劇目，由2008年8月起在威尼斯人劇院中作長駐表演。